# Международный день стоматолога
«Междунаро́дный день стомато́лога» (англ. International Day of dentist) — неофициальный профессиональный праздник врачей-стоматологов, который отмечается по всей планете ежегодно, 9 февраля.

## История и празднование
Несмотря на то, что стоматология является одной из древнейших отраслей медицины (раскопки в пакистанской провинции Белуджистан выявили останки людей, живших в VI—IV веках до нашей эры, в зубах которых были высверлены почти идеальные отверстия диаметром 1-3 мм и глубиной до 3,5 мм), «Международный день стоматолога» — сравнительно молодой профессиональный праздник.
Дата празднования «Международного дня стоматолога» выбрана не случайно. Праздник отмечается в день почитания католической церковью христианской мученицы святой Аполлонии Александрийской, которая, подвергшись страшным пыткам язычников, отказалась отречься от христианства. Святая женщина выдержала все мучения, и, когда 9 февраля 249 года ей пригрозили казнью на уже разожжённом костре, если она не выполнит требования мучителей, она сама с разбега прыгнула в огонь и сгорела заживо. Атрибутами святой Аполлонии, согласно характеру её мучений, стали зубы или щипцы. С тех пор существует поверье, что стоит произнести: «Santa Apollonia!» («Святая Аполлония!»), и зубная боль отступит.
В Российской Федерации «Международный день стоматолога» 9 февраля отмечают всего несколько последних лет, но с каждым годом этот праздник обретает всё большую популярность.
В ряде стран в этот день чиновники и пациенты поздравляют врачей-стоматологов с их профессиональным праздником.